# Abbaye Rivalta di Torino
L'Abbaye Saint-Pierre et Saint-André est une ancienne abbaye située à Rivalta di Torino (et pour cette raison parfois dite Rivalta Torinese), dans la province de Turin (Piémont, Italie). Elle fut d'abord augustinienne, avant que son naufrage économique et spirituel pousse le pape à la rattacher à l'ordre cistercien.

## Histoire

### Période augustinienne
L'abbaye est fondée en 1137 par des chanoines réguliers de saint Augustin. D'autres sources évoquent une fondation antérieure, au XIe siècle.

### Fondation cistercienne
En 1254, l'abbaye est dans un tel état de pauvreté spirituelle et morale que le pape Innocent IV demande à l'ordre cistercien, alors à son apogée, de prendre en charge l'abbaye. Ce sont les moines de l'abbaye ligurienne de Sestri Ponente qui répondent à l'appel pontifical. Un moine nommé Bartolomeo est nommé abbé ; lui et quelques moines cisterciens reprennent alors l'abbaye de Rivalta Torinese. Mais les difficultés ne cessent pas tout de suite, et l'abbaye fait face à de sérieuses difficultés financières à la fin du siècle. Pour y parer, il est alors décidé, tout en conservant l'abbaye dans l'ordre cistercien, de changer d'affiliation et de la rattacher à l'abbaye de Staffarda ; ce qui est fait en 1297. À partir de cette année, la situation de l'abbaye s'améliore grandement.

### La commende
Cependant, au XVe siècle, comme l'immense majorité des abbayes européennes, celle de Rivalta tombe sous le régime de la commende et décline rapidement. Au XVIe siècle, déjà, les bâtiments conventuels sont en ruine. En 1770, le pape Clément XIV supprime l'abbaye. Celle-ci reste plus ou moins en l'état jusqu'à la première campagne d'Italie, durant laquelle elle est détruite par les Coalisés prussiens et russes.